# (2529) Rockwell Kent
(2529) Rockwell Kent ist ein Asteroid des Hauptgürtels, der am 21. August 1977 vom russischen Astronomen Nikolai Stepanowitsch Tschernych am Krim-Observatorium (Sternwarten-Code 095) in Nautschnyj entdeckt wurde.
Der Asteroid wurde nach dem US-amerikanischen Maler und Grafiker Rockwell Kent (1882–1971) benannt, der  den Roman Moby-Dick von Herman Melville mit Federzeichnungen illustrierte.